# Франц-Јосифов катастар
Франц-Јосифов катастар, такође зван и Трећи катастар или Трећи војни премер Аустрисјког царства је свеобухватни катастар на просторима под влашћу Аустроугарске. Израђен је у другој половини 19. века (у периоду 1869-1885), а састоји се од 2780 ручно цртаних мапа у боји које покривају земље Аустријске круне. Ово мапирање је у ствари било наставак другог војног премера, завршено у периоду под Фрањом Јосифом те се по њему најчешће назива. Данас се чува у Војном архиву Аустријског државног архива и делом у архивима земаља које су до 1918. године биле под Аустријском управом а данас су самосталне државе. Тако се део листова налази у државним архивима у Будимпешти (мађ. Magyar Nemzeti Levéltár), у Загребу (хрв. Hrvatski Državni Arhiv) или у Чешкој (чеш. Český Národní archiv), затим у збирци Аустријске националне библиотеке или у Федералном заводу Швајцарске за метеорологију и геодезију. Многе од ових институција публиковале су свој картографски материјал и путем интернета.
Овај катастар садржи карте које су знатно развијеније од карата из ранијих премера, те се нашироко користе у истраживању географских прилика средње Европе. Секције ових карата су у савременијој топографској размери од 1:25.000, која је и данас у употреби. Листови основних карата су у скали 1:25.000 или 1:12.500, док је низ изведених, такозваних посебних карата у размери 1:75.000.
Такође су у периоду трећег премера направљене и мапе у размери 1:200.000 које покривају не само подручје царства већ и његове околине. Ове мапе су издате око 1910. године и састоје се од 267 секција са представом готово целе тадашње Европе, од Берлина све до Истанбула.

## Геодетски подаци

### Катастарска триангулација
Картографи су при изради катастра као нумеричку основу користили положај тригонометријских тачака постојеће катастарске триангулационе мреже (на растојањима од 9 до 15 km). Триангулација је завршена на основу познатог коришћења земљишта и покрива целу територију Аустроугарске. Главни недостатак катастарске триангулације је нестабилност тригонометријских тачака, које су у неким случајевима измерене 20 година након триангулације, и због тога су добијени несигурни подаци о положају.

### Војна триангулација
Tрећи војни премер рађен је на основу нове војне триангулације, са којом је монархија на својој територији учествовала у Централном европском премеру. Мрежа је израђена од тачака на просечном растојању од 40 km, на основу прегледа постојеће геодетске мреже. Као референтни изабран је Беселов елипсоид (Bessel) чија је основна тачка област Херманскогел (Hermannskögel) у Доњој Аустрији те је цела мрежа, у то време била веома прецизно одређена. Даљи развој ове тригонометријске мреже онемогућио је 1. светски рат и конзеквентна пропаст Аустроугарске.

## Алтиметријске основе
Геодетска основа претходног, другог војног премера била је тачка триангулације према Јадранском тригонометријском вертикалном систему, са нултом тачком у Трсту. Међутим, током започињања трећег мапирања откривене су велике непрецизности ове висине, и у апсолутном смислу и у међусобним висинским разликама. Одступања су била толико велика (и до 15 m) да је покренута ревизија алтиметријског система, прављењем прецизно нивелисане али тада још веома ретке мреже (започете 1873). И на територији Србије која је тада припадала Аустрији (Војводина) приступило се ревизији, и око 1880. на бази постојеће катастарске мреже подигнуте су нове тригонометријске тачке за мерење висине усклађене са новим тригонометријским програмом. И поред ових предострожности висинске тачке и даље нису биле потпуно тачне (одступања су до 4 m).

## Рад на мапирању
Мапирање је започето у Трансилванији 1869. године, на подручју чије картирање није било завршено током другог војног премера. На истом месту је први пут употребљена и размера 1:28.800. Истовремено је у Тиролу покренуто мапирање у скали 1:25.000. Цео рад на мапирању, укључујући и репродукцију осигурао је Војногеографски институт у Бечу. Рад је текао тако брзо да су мапе за целу територију монархије биле одрађене у року од 16 година (1869-1885). Као пример, наводи се један војни надзорник који је за само шест месеци мапирао подручје велико 400 km². Брзина рада којом је извршено цело мапирање и квалитет завршеног дела имали су велик утицај на развој топографије и географије у целости.